# Det gamle Hjem
Det gamle Hjem er en amerikansk stumfilm fra 1920 af Allen Holubar.

## Medvirkende
- Dorothy Phillips som Aurora Meredith
- Margaret Mann som Meredith
- William Ellingford som Matthew Meredith
- Emily Chichester som Patience Meredith
- Elinor Field som Virginia Meredith
- Robert Anderson som Phineas Schudder
- Mary Wise som Mrs. Thorndyke
- Rudolph Valentino som Juliantimo
- Rosa Gore som Mrs. Chichester Jones
- Frank Elliott
- Dan Crimmins som Mr. Chichester Jones